# 5e Europese Filmprijzen
De 5e uitreiking van de Europese Filmprijzen, waarbij prijzen werden uitgereikt in verschillende categorieën voor Europese films, vond plaats op 25 november 1992 in de Duitse stad Potsdam.

## Nominaties en winnaars

#### Beste film
- Il ladro di bambini - Gianni Amelio
  - Les amants du Pont-Neuf - Leos Carax
  - La vie de bohème - Aki Kaurismäki

#### Beste film - jonge filmmakers
- De Noorderlingen - Alex van Warmerdam
  - Nord - Xavier Beauvois
  - Trys dienos - Sharunas Bartas

#### Beste acteur
- Matti Pellonpää - La vie de bohème
  - Denis Lavant - Les amants du Pont-Neuf
  - Enrico Lo Verso - Il ladro di bambini

#### Beste actrice
- Juliette Binoche - Les amants du Pont-Neuf
  - Barbara Sukowa - Europa
  - Johanna ter Steege - Dear Emma, Sweet Böbe

#### Beste acteur in een bijrol
- André Wilms - La vie de bohème
  - Ernst-Hugo Järegård - Europa
  - Väino Laes - Rahu tänav

#### Beste actrice in een bijrol
- Ghita Nørby - Freud flyttar hemifrån...
  - Bulle Ogier - Nord
  - Evelyne Didi - La vie de bohème

#### Beste scenario
- Dear Emma, Sweet Böbe - István Szabó

#### Beste cinematografie
- Les amants du Pont-Neuf - Jean-Yves Escoffier

#### Beste montage
- Les amants du Pont-Neuf - Nelly Quettier

#### Beste decor en kostuums
- De Noorderlingen - Rikke Jelier

#### Beste soundtrack
- De Noorderlingen - Vincent van Warmerdam

#### Beste documentaire
- Neregiu zeme - Audrius Stonys

#### Life Achievement Award
- Billy Wilder